# Petrus Nicolai
Petrus Nicolai Wexionensis, född omkring 1570, död 1634 i Löts församling, var en svensk präst.

## Biografi
Nicolai föddes omkring 1570. Han blev 18 maj 1606 student vid Uppsala universitet och prästvigdes 21 december 1608 till kyrkoherde i kyrkoherde i Löts församling. Den 22 juni 1612 brann Löts prästgård ner. Han avled 1634 i Löts församling.

### Familj
Nicolai var gift med Anna Israelsdotter (död 1671). De fick tillsammans barnen kyrkoherden Johannes Lothigius i Sankt Olofs församling, Norrköping, Cecilia Lothigius (död 1672) som var gift med borgaren Olof Jönsson i Norrköping, bibliotekarien Andreas Lothigius (1627–1665), licentkontrollören Nils Lothigius (1628–1666) i Norrköping och handlanden Samuel Lothigius (född 1630) i Norrköping.